# 牛角兰
牛角兰（学名：Ceratostylis hainanensis）为兰科牛角兰属下的一个种。其种加词“hainanensis”意为“海南的”。